# (14372) Paulgerhardt
(14372) Paulgerhardt (1989 AD6) – planetoida z pasa głównego asteroid okrążająca Słońce w ciągu 5,2 lat w średniej odległości 3 j.a. Odkryta 9 stycznia 1989 roku.